# Гареев, Марат Миниахметович
Марат Гареев (23 июля 1958, Уфа, Башкирская АССР — 10 августа 2023) — советский и российский оперный певец, тенор. Заслуженный артист Российской Федерации, профессор кафедры вокального искусства МосГУ. Лауреат премии за беззаветное служение искусству Фонда Евгения Колобова. Лауреат Всероссийского конкурса вокалистов в городе Белгороде, II премия 1991 г. Лауреат XIV Всесоюзного конкурса имени М. И. Глинки, Алма-Ата, IV премия 1991 г. Лауреат Международного конкурса вокалистов имени С. Манюшко (Варшава, 1992), премия Яна Кепура, как лучшему тенору конкурса. Лауреат X Международного конкурса имени П. И. Чайковского, Москва, 1994 г., премия за лучшее исполнения произведений П. И. Чайковского. В 1997 г. певец был номинирован на премию «Золотая маска» в номинации «Лучшая мужская роль года» (партия Ленского в опере «Евгений Онегин» П. И. Чайковского).

## Биография
Отец Марата, Миниахмет Казыханович Гареев, любил технику, работал на заводе. Мать Марата, Елена Махмутовна Сагидулина, работала швеей-мотористкой на швейной фабрике г. Салавата. Любила петь в домашней обстановке.
После окончания в 1987 году Российской академии музыки им. Гнесиных по классу сольное пение у педагога Евгения Белова, солиста Большого театра, Заслуженного артиста РСФСР, был приглашен в 1987 году Дмитрием Хворостовским солистом в Красноярский театр оперы и балета.
На сцене Государственного Красноярского театра оперы и балета исполнял партию Ленского («Евгений Онегин» П. И. Чайковского); партия Онегина была спета выдающимся баритоном, другом, партнером по сцене Дмитрием Хворостовским. Также исполнял партию Альфреда в опере «Травиата», а Дмитрий Хворостовский пел партию Джер Мона.
В 1989—1991 годах работал в московском академическом театре имени К. С. Станиславского и В. И. Немировича-Данченко.
Исполнял главные партии в операх «Борис Годунов» М. П. Мусоргского, «Евгений Онегин» П. И. Чайковского, «Севильский цирюльник» Дж. Россини. В стенах этого театра Марат встречает маэстро Евгения Колобова. Заслуженный деятель искусств РСФСР, народный артист РСФСР. Лауреат государственной премии РФ в области музыкального искусства «За создание Московского театра Новая Опера» (2003).
В 1991 году по приглашению маэстро Марат переходит в новый, только что открытый театр и становится ведущим тенором, исполняя все теноровые партии.
Творческий и артистический талант Марата Гареева проявился на сцене не только в качестве оперного певца, но и как исполнителя романсов и колыбельных. В его репертуаре были произведения русских и зарубежных композиторов.
Скончался 10 августа 2023 года.

## Театральные работы
- Баян («Руслан и Людмила» М. И. Глинка)
- Князь («Русалка» А. С. Даргомыжского, концертное исполнение)
- Овлур («Князь Игорь» А. П. Бородина)
- Князь Василий Шуйский («Борис Годунов» М. П. Мусоргского)
- Юродивый («Борис Годунов» М. П. Мусоргского)
- Синодал («Демон» А. К. Рубинштейн)
- Ленский («Евгений Онегин» П. И. Чайковский)
- Царь Берендей («Снегурочка» Н. А. Римского — Корсакова)
- Бобыль («Снегурочка» Н. А. Римского — Корсакова)
- Бомелий («Царская невеста» Н. А. Римского — Корсакова)
- Альмерик («Иоланта» П. И. Чайковского)
- Дон Курцио ("Свадьба Фигаро"А.м. Моцарт)
- Чайник ("Дитя и волшебство Ровель)
- Фин («Русалка» Н. А. Римского- Корсакова)
- Моностатос («Волшебная флейта» В. А. Моцарт)
- Моцарт (спектакль «О Моцарт! Моцарт…»)
- Граф Лестер («Мария Стюард» Г. Доницетти)
- Хагенбах («Валли» А.Каталани)
- Альфред (« Травиата» Дж Верди)
- Князь Орловский («Летучая мышь» И. Штрауса)
- ("Паяцы Р. Леонкавалло)
- Спиниллочо («Джани Скикки» Дж. Пуччини)
- Барбанский дворянин («Лоэнгрин» Р. Вагнер)
- Партии тенора в спектаклях «Россини», «Bravissimo!»
- «Мария Каллас», «Опера и Джаз» концерте «Музыка -Душа моя», партия тенора Реквиеме Дж Верди. Партия тенора в Реквиеме «Моцарт и Сальери» А. М. Моцарт
- 2 Назыриянин, Иудей ("Саламея « Штраус)
- Князь Орловский („Летучая мышь“ Штраус
- Чекалинский („Пиковая дама“ П. И. Чайковский)
- Поль (Званный ужин с итальянцами» Ж. Оффенбах)
- Бенволио («Ромео и Джульетта» Ш. Гуно)
- Король («Школа жен» В. Мартынов)
- Гонец и Рюиц («Трубадур» Дж Верди)
- «Лембарцы в первом крестовом походе» Дж Верди
- Партии тенора «Все это опера»

## Дискография
- П. И. Чайковский. Евгений Онегин Ленский (DVD)
- Россини (DVD)
- Россини (CD) — тенор (4)
- П. И. Чайковский и С. В. Рахманинов, романсы (CD) — тенор (3, 5, 16, 19, 21, 25, 28)
- П. И. Чайковский. Евгений Онегин (CD) — Ленский «Евгений Онегин»
- Все это опера (DVD)
- Классика через века (CD) — тенор-8 партий
- Реквием Моцарта
- Фин, Баян «Руслан и Людмила» М. И. Глинка

## Награды, почетные звания
- Лауреат премии Фонда Колобов
- 1991 — участник Всероссийского вокального конкурса (Белгород) — лауреат (II премия)
- 1990 — XIV М. Конкурс имени Глинки (Алматы) — лауреат (IV премия)
- 1991 — Международный конкурс имени Монюшко (Варшава) — лауреат («Лучший тенор»)
- 1994 — X П. И. Чайковского конкурс (Москва) — лауреат
- 1997 — Номинант премии фестиваля «Золотая Маска»
- 1997 — «Новая Опера» в театре (Москва) П. И. Чайковского «Евгений Онегин» в оперный Ленский исполнял партию, получил премию «За лучшую мужскую роль» в номинации «Золотая Маска».[2]
- Заслуженный артист России (1998)